# Ида Матильда Шаумбург-Липпская
Ида Матильда Аделаида Шаумбург-Липпская (нем. Ida Mathilde Adelheid zu Schaumburg-Lippe; 28 июля 1852 — 28 сентября 1891) — принцесса дома Липпе, супруга Генриха XXII, принца Рейсс-Грейцского. Её дочь Гермина стала второй супругой кайзера Вильгельма II и номинально была императрицей Германии и королевой Пруссии.

## Семья
Ида — дочь принца Адольфа I Шаумбург-Липпского и его супруги, принцессы Гермины Вальдек-Пирмонтской.
Ида и её братья и сестры были воспитаны очень просто. Ида была хорошо образована и хорошо умела вести дискуссии на философские и научные темы с учеными.

## Брак и дети
8 октября 1872 года Ида вышла замуж за Генриха XXII, правящего принца Рейсского. Ида стала Её Светлостью, принцессой Рейсс-Грейцской.
У них было шестеро детей:
- Генрих XXIV, князь Рейсс-Грейцский (1878—1927), женат не был, детей не оставил
- Эмма (1881—1961) ∞ (1903) граф Эрих фон Эренбург (1880—1930), 2 детей:
  - графиня  Мария Гермина Кюнигль Эренбург (1904-1981)
  - граф Карл Кюнигл Эренбург (1905-?)
- Мария (1882—1942) ∞ (1904) барон Фердинанд фон Гнагонони (1878—1955)
- Каролина (1884—1905) ∞ (1903) Вильгельм Эрнст, великий герцог Саксен-Веймар-Эйзенахский (1876—1923), брак бездетный
- Гермина (1887—1947) ∞ (1907) принц Иоганна Георга Шёнайх-Каролат (1873—1920); ∞ (1922) Вильгельм II, бывший германский император и король Прусский (1859—1941), 5 детей:
  - Ганс Георг Генрих Людвиг Фридрих Герман Фердинанд  Шенайх-Каролат (1907-1943)
  - Георг Вильгельм Шенайх-Каролат (1909-1927)
  - Гермина Шёнаих-Каролат (1910-?)
  - Фердинанд Шенайх-Каролат (1913-1973)
  - Генриетта Гермина Ванда Ида Луиза Шёнаих-Каролат (1918-1972)
- Ида (1891—1977) ∞ (1911) принц Кристофер Мартин III цу Штольберг-Россла (1888—1949), 4 детей;
  - Каролина Кристина цу Штольберг-Россла (1912-?)
  - Генрих Бото цу Штольберг-Россла (1914-1974)
  - Иоганн Мартин цу Штольберг-Россла (1917-1982)
  - Мария Элизабет цу Штольберг-Россла (1921-1975).

### Смерть
Ида умерла 28 сентября 1891 года в возрасте 39 лет. Она была очень популярным человеком в Германии и многие были опечалены её внезапной смертью.

## Титулы
- 28 июля 1852 — 8 октября 1872: Её Светлость Принцесса Ида Шаумбург-Липпская
- 8 октября 1872 — 28 сентября 1891: Её Светлость Принцесса Ида Рейсс-Грейцская